# Subwoofer
Subwoofer (głośnik superniskotonowy) – dodatkowy głośnik w systemach stereo lub w wielokanałowych, najczęściej w zestawach kina domowego, służący do odtwarzania dźwięków o bardzo małych częstotliwościach (w granicach 20–250 Hz). Stosowanie subwoofera podyktowane jest względami ekonomicznymi (efektywne odtwarzanie niskich dźwięków wymaga głośników o bardzo dużej średnicy membrany i dużych mocy wzmacniacza) i uzasadnione właściwościami słuchu (w zakresie bardzo małych częstotliwości słyszenie kierunkowe jest ograniczone).
W systemie stereo sygnał jest przesyłany do subwoofera przez filtr dolnoprzepustowy, którego zadaniem jest wydzielenie składowych niskoczęstotliwościowych wspólnych dla obu kanałów. W systemie wielokanałowym (np. dźwięk wielokanałowy) istnieje specjalny, osobny kanał niskich częstotliwości LFE, oznaczony jako „.1", w którym zapisywany jest dźwięk przeznaczony wyłącznie dla subwoofera. Zaletą takiego rozwiązania jest unikanie nadmiarowego przetwarzania i przesyłania składowych małej częstotliwości, które są wspólne dla wszystkich kanałów.
Subwoofery dzielą się na aktywne i pasywne:
- Subwoofer aktywny zawiera wbudowany wzmacniacz. Filtracja sygnału odbywa się za pomocą pasywnego lub aktywnego filtru dolnoprzepustowego.
- Subwoofer pasywny nie posiada własnego wzmacniacza, wymaga dostarczenia sygnału już wzmocnionego, a filtracja sygnału odbywa się za pomocą pasywnego filtru dolnoprzepustowego (najczęściej układu RLC).